# Old english sheepdog
Old english sheepdog är en hundras från Storbritannien. Ursprungsområdet är Sydvästra England: Devon, Somerset och Cornwall. I grunden är de herdehundar och boskapsvaktare men de användes under 1800-talet som boskapshundar för att driva får och nötkreatur till marknader samt som gårdshundar. Redan 1865 visades old english sheepdog på hundutställning, 1873 fick rasen egen klass. 1885 skrevs den första rasstandarden och rasklubben bildades 1888. Förr i tiden ansågs de skarpa och reserverade men är numer en vänlig sällskapshund. De är mest kända för sin yviga grå och vita päls som även växer sig lång på huvudet. Old english sheepdog har en karakteristisk rullande, björnlik gång.